# تكاثر الثدييات

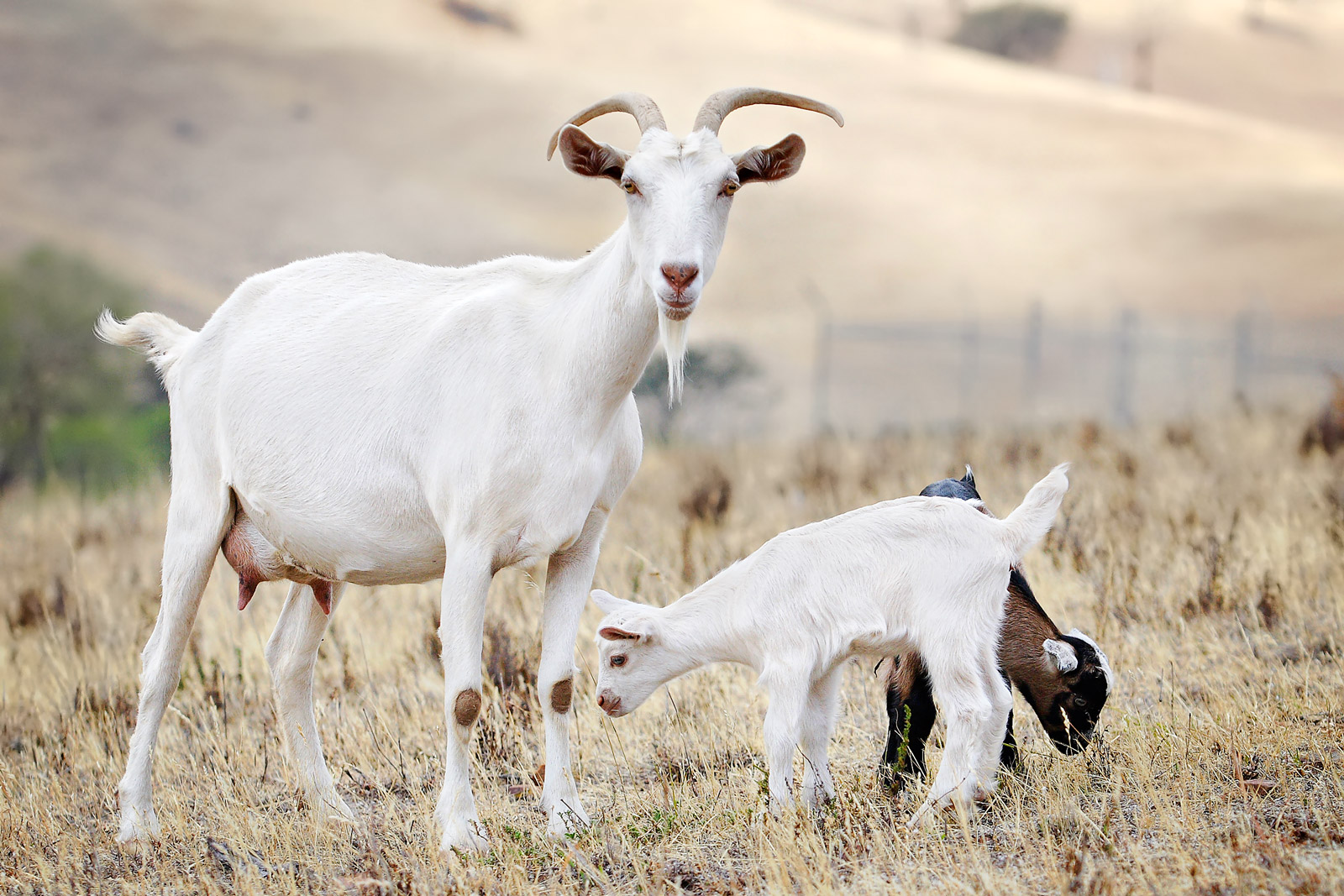
ستبقى صغار الماعز مع أمهاتهم حتى يتم فطامهم.

معظم الثدييات ولود، أي أنها تلد صغارًا أحياءً. ومع ذلك، فإن الأنواع الخمسة من أحاديات المسلك، وهي خلد الماء والنضناض، تضع البيض. لدى أحاديات المسلك نظام تحديد الجنس مختلف عن معظم الثدييات الأخرى. على وجه الخصوص، تشبه الكروموسومات الجنسية لخلد الماء تلك الموجودة لدى الدجاج أكثر من تلك الموجودة لدى الثدييات البحرية.
تتخصص الغدد الثديية لدى الثدييات في إنتاج الحليب، وهو السائل الذي يستخدمه الأطفال حديثو الولادة كمصدر أساسي للتغذية. تفرعت الحيوانات أحادية المسلك في وقت مبكر من الثدييات الأخرى ولا تحتوي على الحلمات الموجودة في معظم الثدييات، ولكن لديها غدد ثديية. يقوم الصغار بلعق الحليب من رقعة ثديية على بطن الأم.
تنتمي الثدييات الولودة إلى الفئة الفرعية وحشيات؛ أما الثدييات التي تعيش اليوم فهي تنتمي إلى الفئتين الفرعيتين جرابيات ومشيميات. لدى الجرابي فترة حمل قصيرة، وعادة ما تكون أقصر من دورته الشبق، وتلد مولودًا غير مكتمل النمو (غير ناضج) والذي يخضع بعد ذلك لمزيد من التطور؛ في العديد من الأنواع، يحدث هذا داخل كيس يشبه الجراب، يقع في مقدمة بطن الأم. بعض المشيميات، مثل خنزير غينيا، تلد صغارًا مكتملة النمو (مبكرة النمو)، عادةً بعد فترات حمل طويلة، في حين أن بعضها الآخر، مثل الفأر، تلد صغارًا غير مكتملة النمو.

## النضج والسن الإنجابي
يختلف النضج الجنسي وبالتالي أقرب سن يمكن للثدييات أن تتكاثر فيه بشكل كبير عبر الأنواع. يمكن لأعضاء عائلة القوارض قداديات الوصول إلى مرحلة النضج الجنسي في غضون شهر إلى شهرين، على سبيل المثال، الليمينج النرويجي في 39 يومًا. يستغرق العديد من الكلاب (فصيلة الكلبيات) والبقريات (البقريات) حوالي عام للوصول إلى مرحلة النضج بينما تتطلب الرئيسيات (بما في ذلك البشر) والدلافين (الدلفينيات) أكثر من 10 سنوات. تستغرق بعض الحيتان وقتًا أطول، حيث سُجلت أطول مدة للحوت مقوس الرأس، والذي يصل إلى مرحلة النضج في عمر حوالي 23 عامًا فقط.

## الجهاز التناسلي

### الثدييات المشيمية

#### المشيمات الذكرية
يحتوي الجهاز التناسلي الذكري الثديي على قسمين رئيسيين، القضيب والخصيتين، حيث يتم إنتاج الحيوانات المنوية ويتم الاحتفاظ بها عادة في كيس الصفن. في البشر، يقع كلا العضوين خارج تجويف البطن، ولكن يمكن أن يتواجدا بشكل أساسي داخل البطن في الحيوانات الأخرى. على سبيل المثال، يكون قضيب الكلب مغطى بغمد قضيبي إلا في حالة التزاوج. إن وجود الخصيتين خارج البطن يسهل بشكل أفضل تنظيم درجة حرارة الحيوانات المنوية، والتي تتطلب درجات حرارة معينة للبقاء على قيد الحياة. قد يؤدي الموقع الخارجي أيضًا إلى انخفاض في المساهمة الناجمة عن الحرارة في معدل الطفرة التلقائية في الأنسجة الجرثومية الذكرية. الحيوانات المنوية هي الأصغر من بين الأمشاج وعادة ما تكون قصيرة العمر للغاية، مما يتطلب من الذكور إنتاجها بشكل مستمر من وقت النضج الجنسي حتى الموت. يتم تخزين الحيوانات المنوية المنتجة في البربخ حتى القذف من خلال القناة الأسهرية. تكون الخلايا المنوية متحركة وتسبح باستخدام أسواط تشبه الذيل لدفع نفسها نحو البويضة. يتبع الحيوان المنوي التدرجات الحرارية والتدرجات الكيميائية (التاكسي الكيميائي) لتحديد موقع البويضة.

#### المشيمات الأنثوية
يحتوي الجهاز التناسلي الأنثوي الثديي على ثلاثة أقسام رئيسية: المهبل والرحم، اللذين يعملان كوعاء للحيوانات المنوية، والمبيضين، اللذين ينتجان بويضات الأنثى، والفرج، الذي يتكون من الشفرين والبظر. المهبل والرحم والمبيضين دائما داخليين بينما الفرج خارجي. يرتبط المهبل بالرحم من خلال عنق الرحم، بينما يرتبط الرحم بالمبيضين من خلال قناة فالوب. في فترات زمنية معينة، تطلق المبايض بويضة، تمر عبر قناة فالوب إلى الرحم.
إذا التقت البويضة بالحيوان المنوي أثناء هذا العبور، فإنها تختار الحيوان المنوي الذي ستنضم إليه؛ وهذا ما يسمى بالإخصاب. تتم عملية الإخصاب عادة في قناة البيض، ولكن من الممكن أن يحدث في الرحم نفسه. ثم تزرع البيضة الملقحة نفسها في جدار الرحم، حيث تبدأ عمليات التكوين الجنيني والتشكل الشكلي. عندما يتطور الجنين بما يكفي للبقاء خارج الرحم، يتوسع عنق الرحم وتدفع تقلصات الرحم الجنين عبر قناة الولادة، وهي المهبل.
البويضات، والتي هي الخلايا الجنسية الأنثوية، أكبر بكثير من الحيوانات المنوية وتتكون عادة داخل مبايض الجنين قبل ولادته. تظل معظمها ثابتة في مكانها داخل المبيض حتى انتقالها إلى الرحم، وتحتوي على العناصر الغذائية للزيجوت والجنين في وقت لاحق. على مدى فترة زمنية منتظمة، واستجابة للإشارات الهرمونية، يتم نضوج بويضة واحدة يتم إطلاقها وإرسالها إلى قناة البيض. إذا لم يتم تخصيبها، يتم إطلاق هذه البيضة من خلال الحيض لدى البشر والقردة العليا الأخرى، ويتم إعادة امتصاصها في الثدييات الأخرى في دورة الشبق.

##### الحمل

المراحل الأولية لتكوين الجنين البشري.

الحمل، والذي يسمى الحمل عند البشر، هو الفترة الزمنية التي يتطور فيها الجنين، وينقسم عن طريق الانقسام الميتوزي داخل الأنثى. خلال هذه الفترة، يتلقى الجنين كل غذائه والدم المؤكسج من الأنثى، والذي يتم تصفيته من خلال المشيمة، والتي ترتبط ببطن الجنين عبر الحبل السري. قد يكون هذا الاستنزاف للعناصر الغذائية مرهقًا للغاية بالنسبة للأنثى، التي يتعين عليها تناول مستويات أعلى قليلاً من السعرات الحرارية. بالإضافة إلى ذلك، هناك حاجة إلى بعض الفيتامينات والعناصر الغذائية الأخرى بكميات أكبر من المعتاد، مما يؤدي في كثير من الأحيان إلى خلق عادات غذائية غير طبيعية. تختلف مدة الحمل، والتي تسمى فترة الحمل، بشكل كبير من نوع إلى آخر؛ فهي 40 أسبوعًا في البشر، و56-60 أسبوعًا في الزرافات، و16 يومًا في الهامستر.

##### الولادة
بمجرد أن ينمو الجنين بشكل كافٍ، تبدأ الإشارات الكيميائية عملية الولادة. يبدأ ذلك بانقباضات الرحم وتوسع عنق الرحم. ثم ينزل الجنين إلى عنق الرحم، حيث يتم دفعه إلى المهبل، وفي النهاية خارج الأنثى. ينبغي للطفل حديث الولادة، والذي يُطلق عليه عند البشر اسم الرضيع، أن يبدأ التنفس من تلقاء نفسه عادةً بعد وقت قصير من الولادة. وبعد فترة ليست طويلة، يتم تمرير المشيمة أيضًا.

###### الولادات البشرية
يعتبر أطفال البشر فريدين من نوعهم في مملكة الحيوان بسبب حجم رؤوسهم الكبير نسبة إلى أجسامهم. وهذا يؤثر على عملية الولادة عند البشر حيث أن مشية الإنسان على قدمين تجعل قناة الولادة ضيقة نسبيا وملتوية في المنتصف. ونتيجة لذلك، يتعين على الغالبية العظمى من الأطفال البشر الدوران داخل قناة الولادة حتى يتمكنوا من المرور عبر قناة الولادة والمرور عبر المستويات الحوضية. تُعرف هذه العملية بالولادة الدورانية، ورغم أنها ليست عملية فريدة من نوعها بالنسبة للبشر، فإن البشر فريدون من نوعهم في أن جميع الأطفال البشر تقريبًا يخضعون لهذه العملية بدافع الضرورة. تُعرف الفرضية الأساسية لسبب حدوث هذه العملية وغيرها، والتي تجعل الولادات البشرية أكثر صعوبة بشكل كبير من الولادات لدى الثدييات الأخرى، باسم معضلة التوليد.

### أحاديات المسلك
أحاديات المسلك، والتي لا يوجد منها سوى خمسة أنواع، كلها من أستراليا وغينيا الجديدة، هي ثدييات تضع البيض. تحتوي على فتحة واحدة للإخراج والتكاثر تسمى فتحة الشرج. يقومون بحمل البيض داخليًا لعدة أسابيع، مما يوفر لهم العناصر الغذائية، ثم يقومون بوضعه وتغطيته مثل الطيور. مثل "الجوي" الجرابية، فإن "البوجل" أحادي المسلك هي يرقات تشبه الجنين، لأنها مثلها لا تستطيع توسيع جذعها بسبب وجود عظام العانة، مما يجبرها على إنتاج صغار غير مكتملة النمو.

### الجرابيات
تختلف الأنظمة التناسلية للجرابيات بشكل ملحوظ عن الأنظمة التناسلية للمشيمات، على الرغم من أن هذه الحالة ربما تكون هي الحالة المتعددة الأشكال الموجودة في الثدييات الولودة، بما في ذلك الثدييات غير المشيمية. أثناء التطور الجيني، تتكون المشيمة المشيمية المحية في جميع الجرابيات. في حيوان البانديكوت، تتشكل مشيمة مشيمائية إضافية، على الرغم من أنها تفتقر إلى الزغابات المشيمية الموجودة في المشيمات الحقيقية.

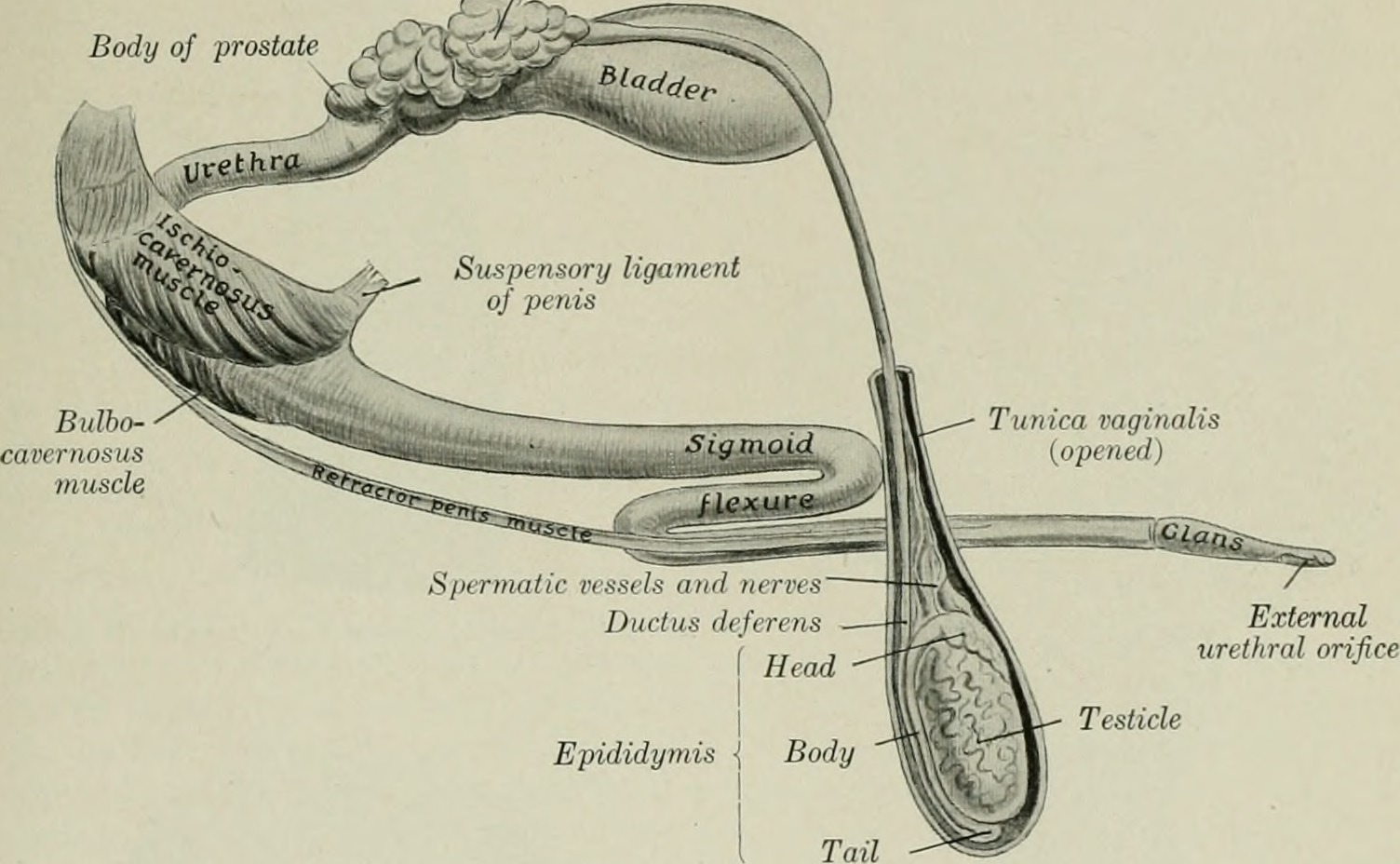
ثور
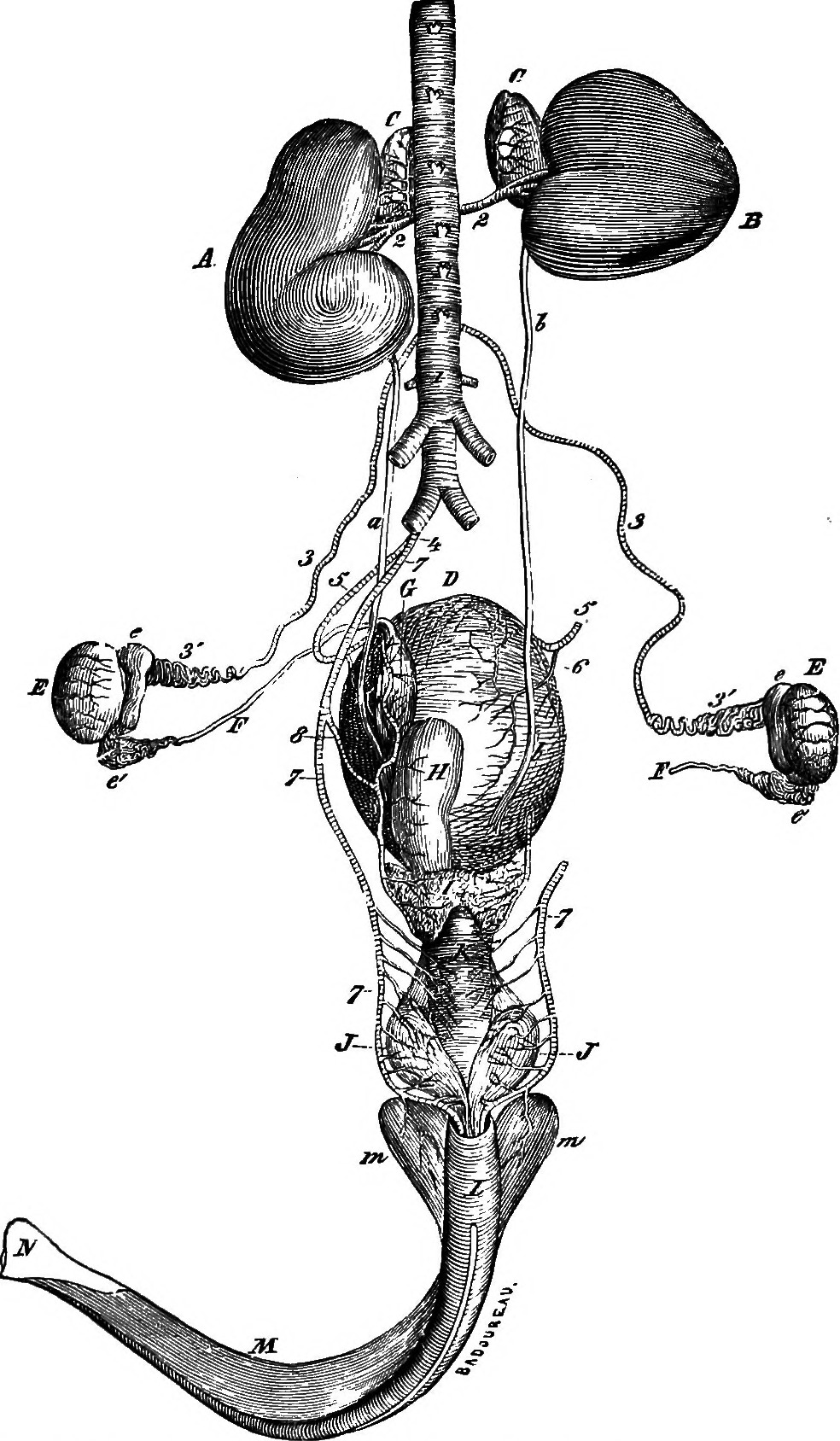
فحل الخيل
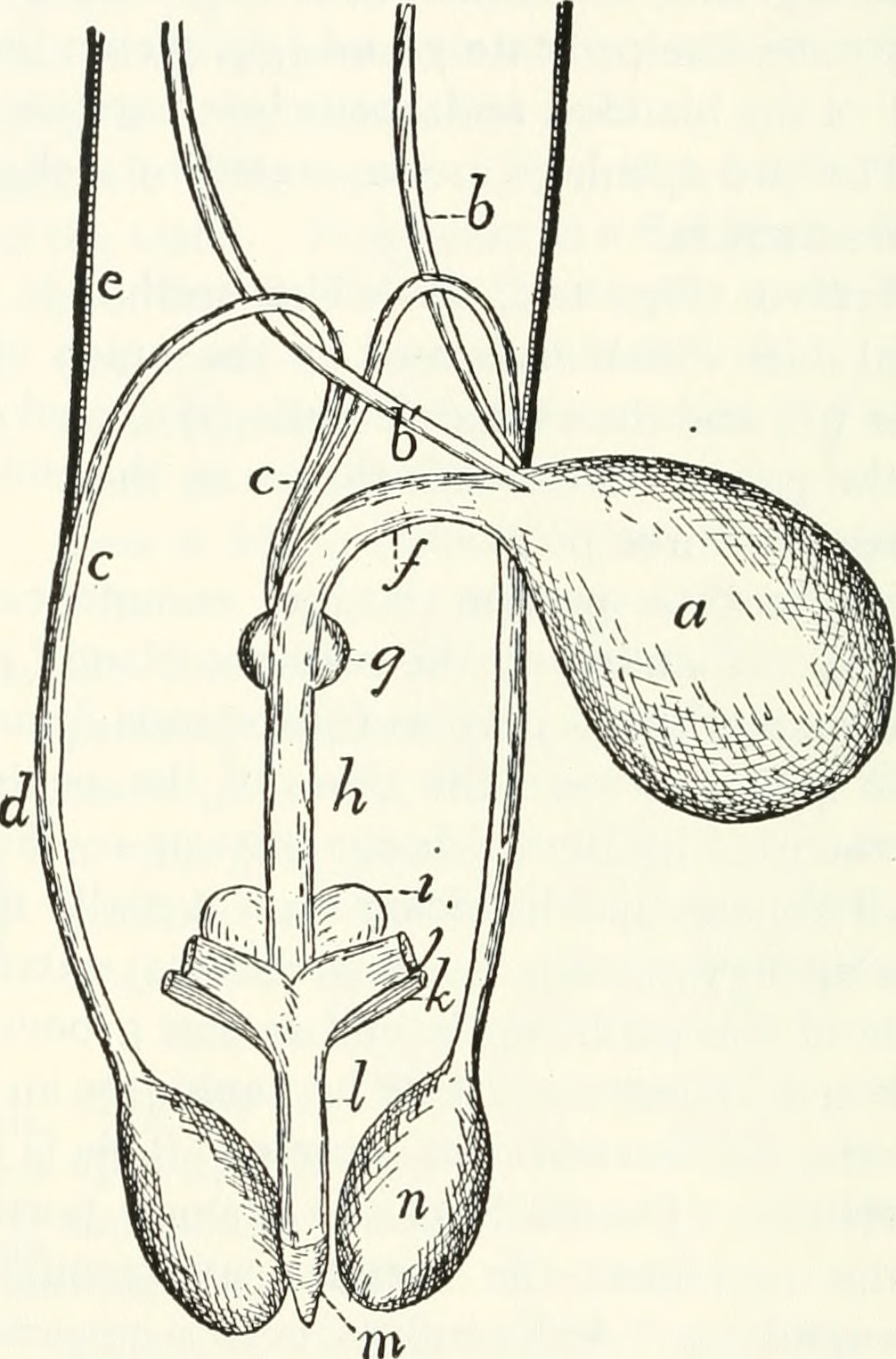
قطة منزلية ذكر
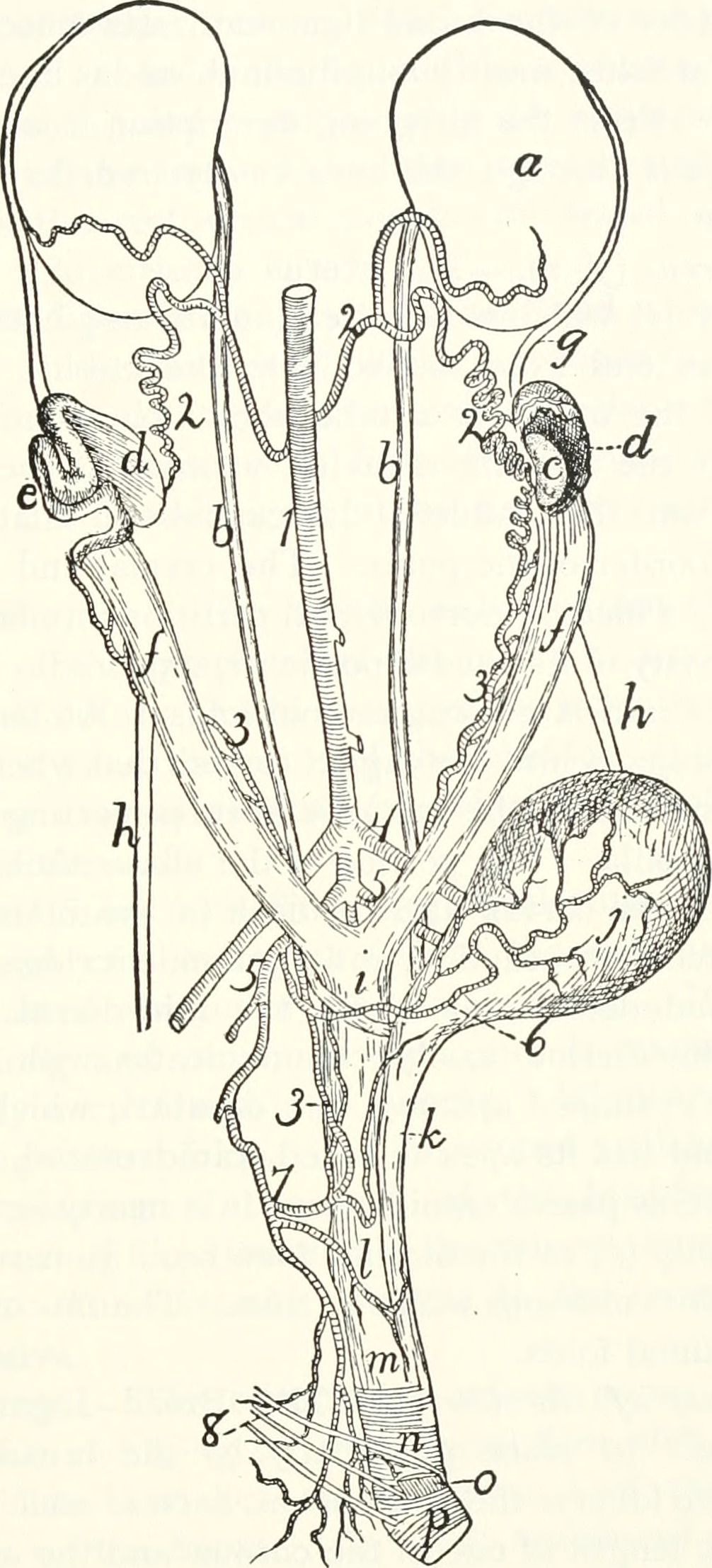
قطة منزلية انثى
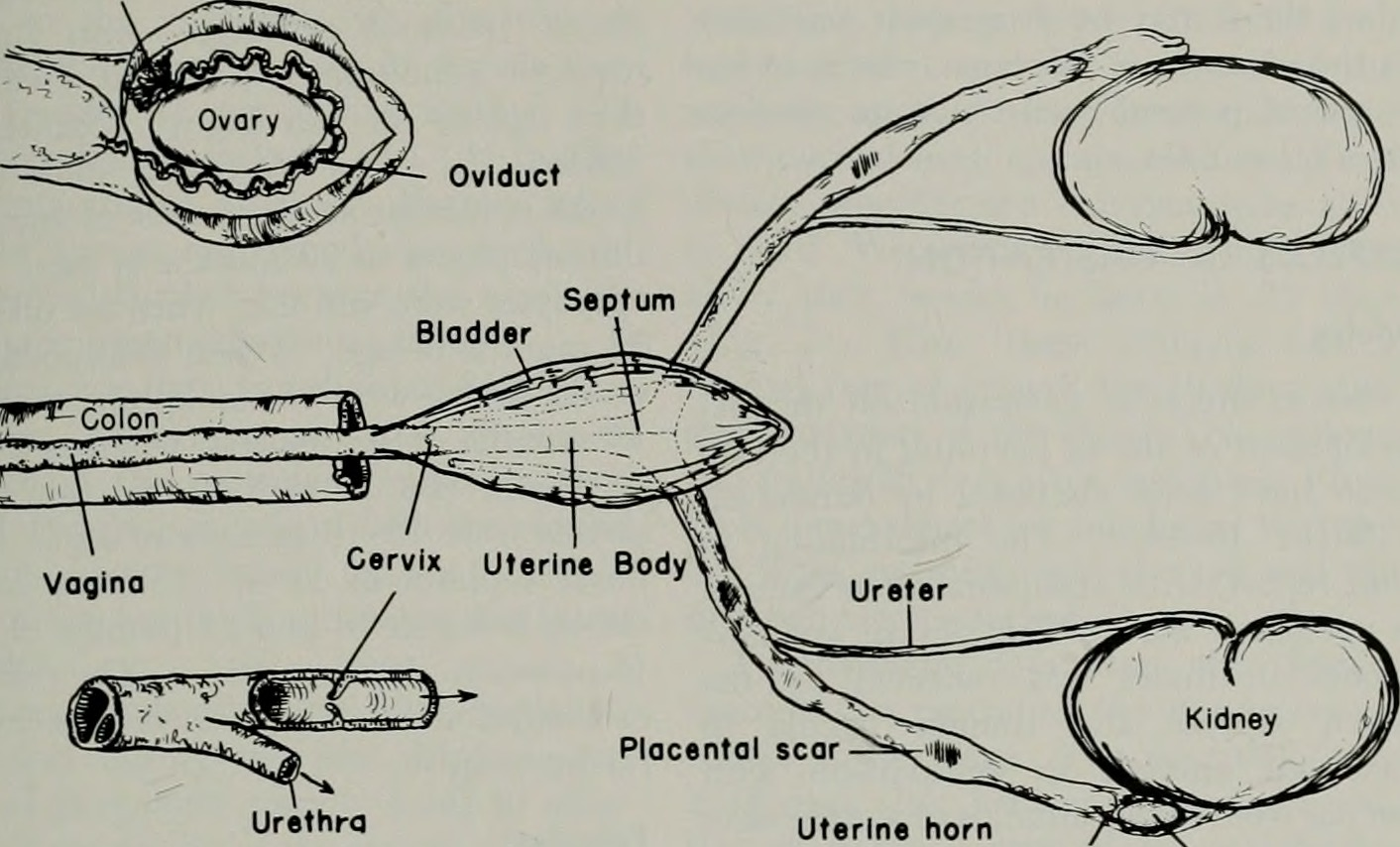
أنثى الراكون
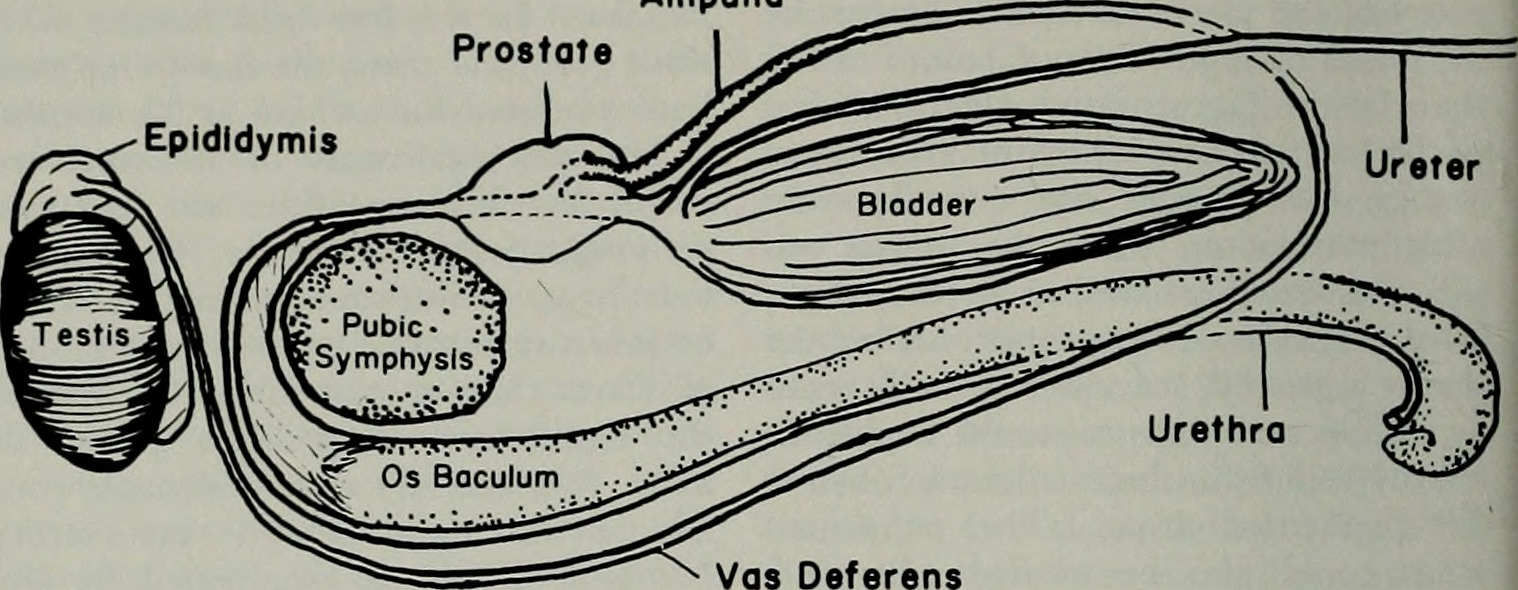
ذكر الراكون
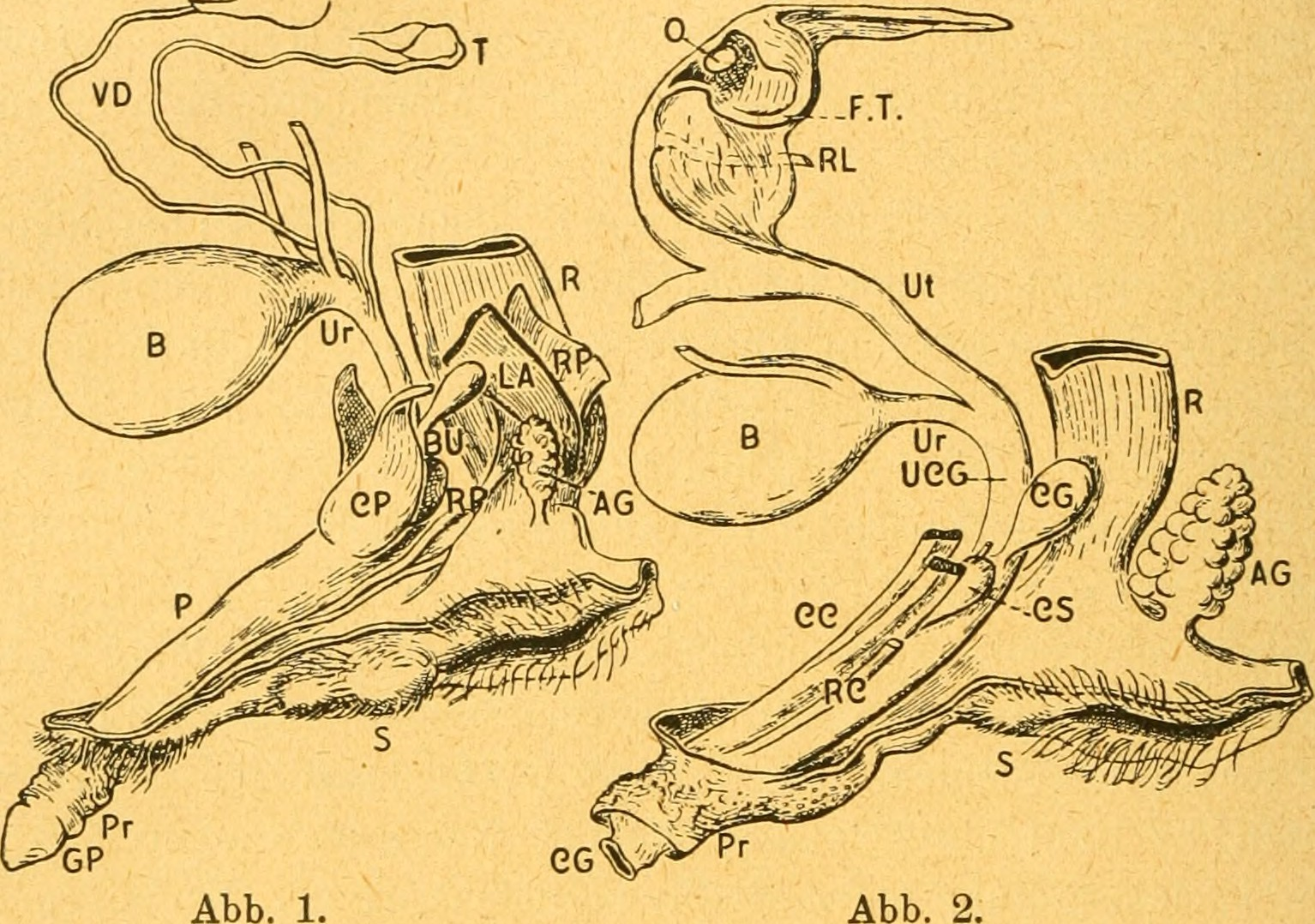
ذكر وأنثى الضبع المرقط
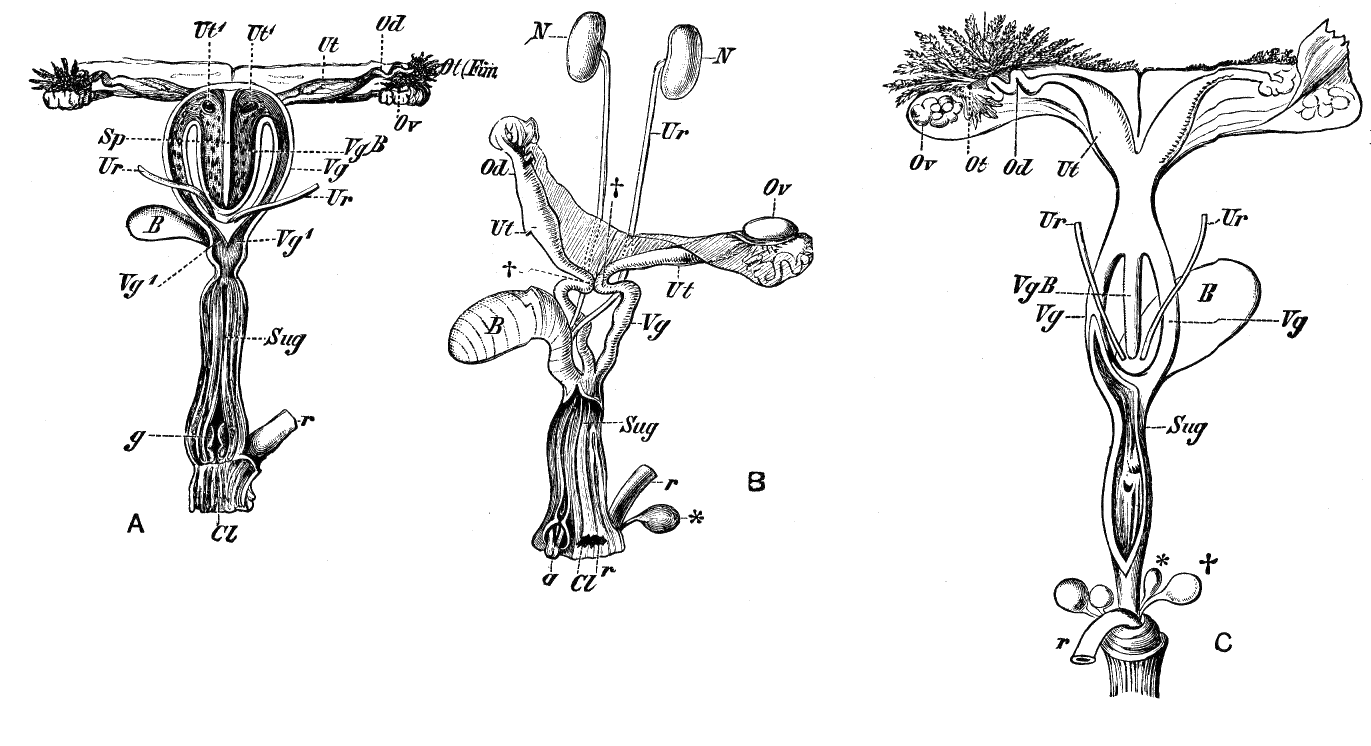
إناث الجرابيات
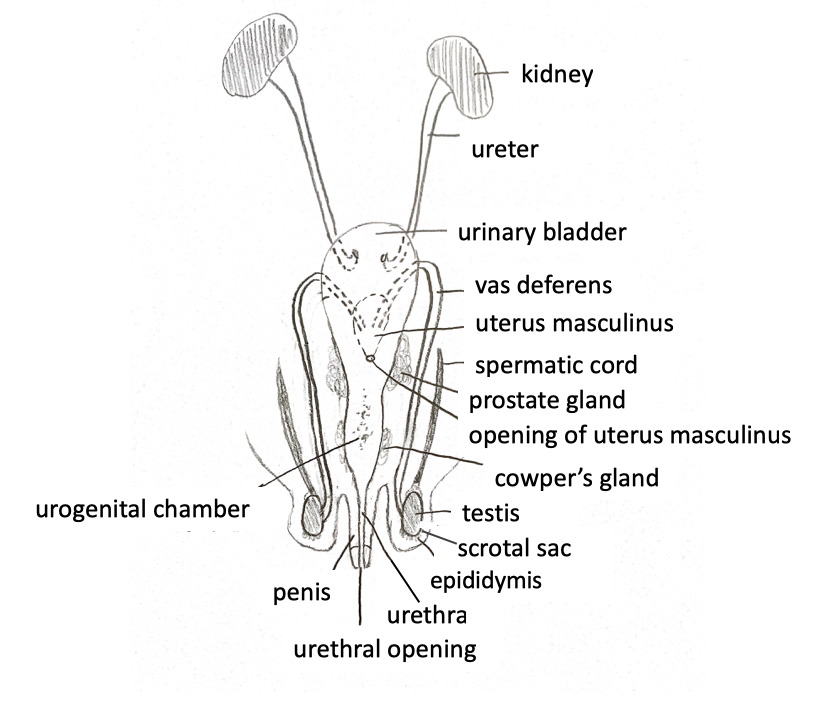
أرنب ذكر
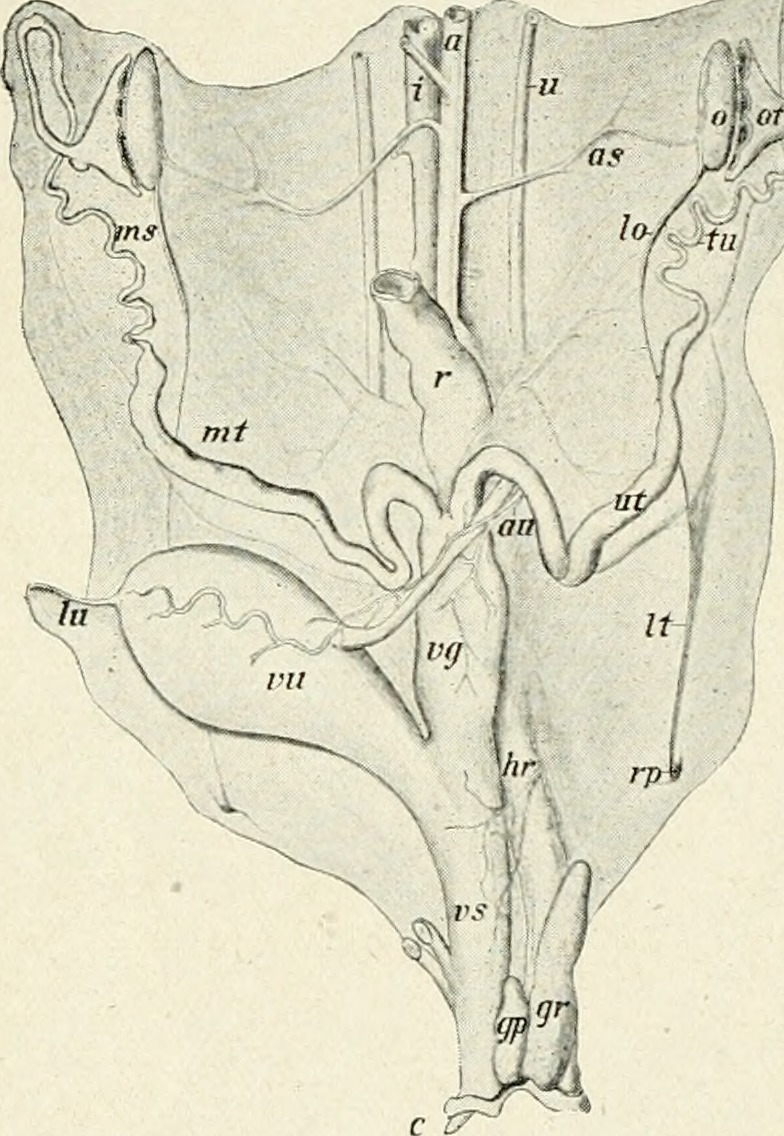
أرنبة أنثى

## تكوين الأمشاج
تنتج الحيوانات، بما في ذلك الثدييات، الأمشاج (الحيوانات المنوية والبيض) من خلال الانقسام الاختزالي في الغدد التناسلية (الخصيتين عند الذكور والمبايض عند الإناث). يتم إنتاج الحيوانات المنوية عن طريق عملية تكوين الحيوانات المنوية ويتم إنتاج البويضات عن طريق عملية تكوين البويضات. وُضحت هذه العمليات في المقالة تكوين الأمشاج. أثناء تكوين الأمشاج في الثدييات، تظهر العديد من الجينات التي تشفر البروتينات التي تشارك في آليات إصلاح الحمض النووي تعبيرًا معززًا أو متخصصًا وتشمل هذه الآليات الإصلاح الانقسامي المتماثل وإصلاح عدم التطابق.